# Albert Ammons
Albert Ammons (Chicago, Illinois, Estados Unidos; 23 de septiembre de 1907-Chicago, Illinois, Estados Unidos; 2 de diciembre de 1949) fue un pianista y compositor.

## Biografía
Sus padres eran pianistas y a los diez años lo iniciaron en el instrumento. Poco después de la Primera Guerra Mundial comenzó a aprender a tocar blues, y llegó a escuchar a pianistas como Jimmy Yancey y Hersal Thomas, quienes resultaron para él una gran motivación. 
Desde los años veinte tocó en clubes locales y trabajó como taxista. En 1934 formó su propia banda, los Rhythm Kings, para tocar en el club De Lisa y dos años después inició su carrera discográfica con la grabación de "Boogie-Woogie Stomp", uno de los temas emblemáticos del boogie-woogie. Su período más exitoso se inició gracias a su participación en el concierto From Spiritual to Swing organizado por John Hammond y celebrado en el Carnegie Hall de Nueva York en 1938. Ammons, quien también actuaría en la versión del evento realizada en 1939 acompañando a Big Bill Broonzy, continuaría en Nueva York su carrera discográfica y realizaría numerosas giras, varias de ellas a dúo con Pete Johnson. 
En el mejor momento de su carrera sufrió una parálisis de sus dos manos, pero en 1944, ya recuperado, reformaría sus Rhythm Kings. Sus últimos años transcurrieron en Chicago, en donde falleció el 2 de diciembre de 1949, víctima del alcohol.
- Datos: Q731178
- Multimedia: Albert Ammons / Q731178